# Joyeuse, Ardèche
Joyeuse är en kommun i departementet Ardèche i regionen Auvergne-Rhône-Alpes i sydöstra Frankrike. Kommunen ligger  i kantonen Joyeuse som ligger i arrondissementet Largentière. År 2022 hade Joyeuse 1 760 invånare.

## Befolkningsutveckling
Antalet invånare i kommunen Joyeuse
Referens: INSEE

## Galleri

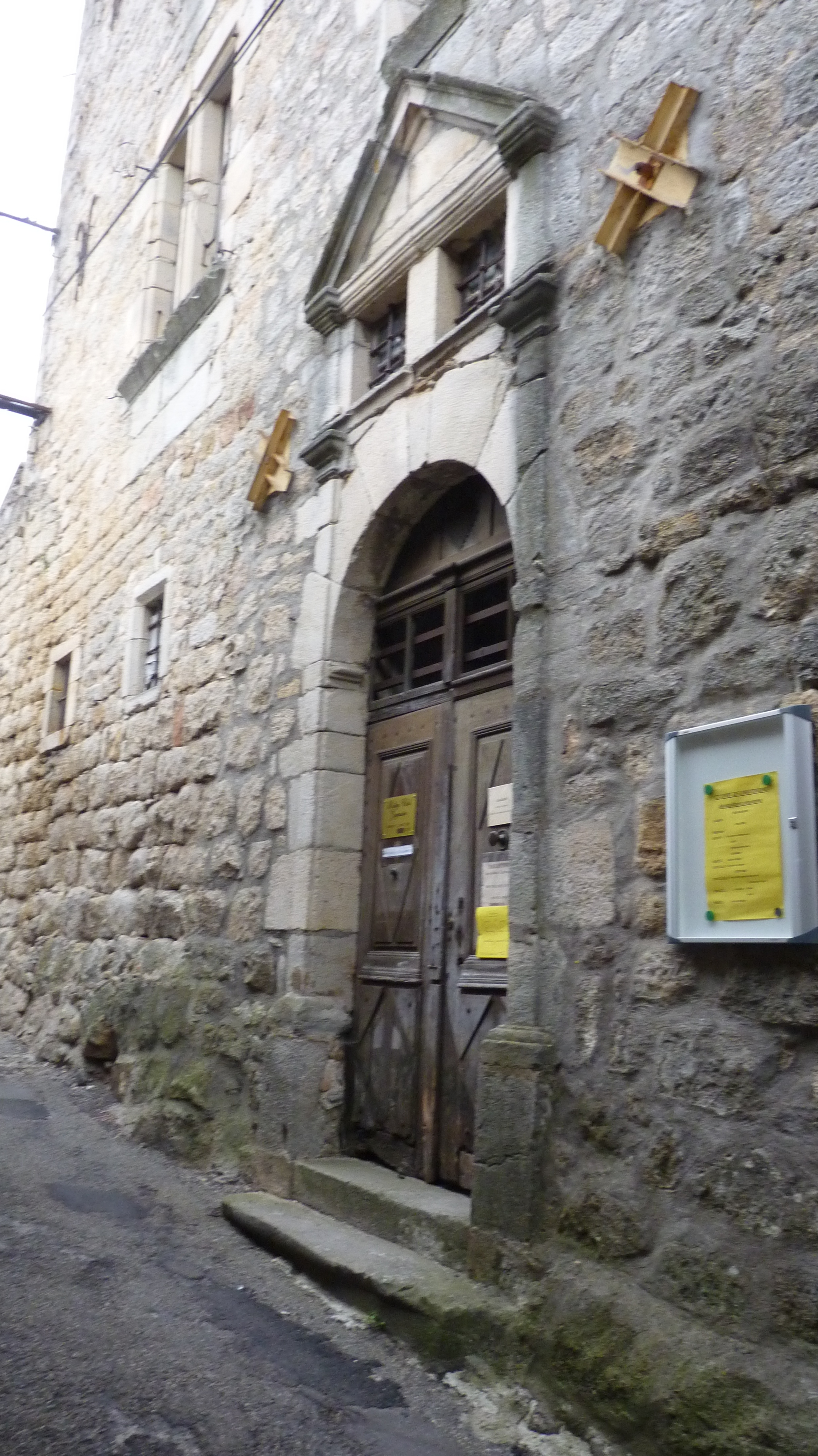
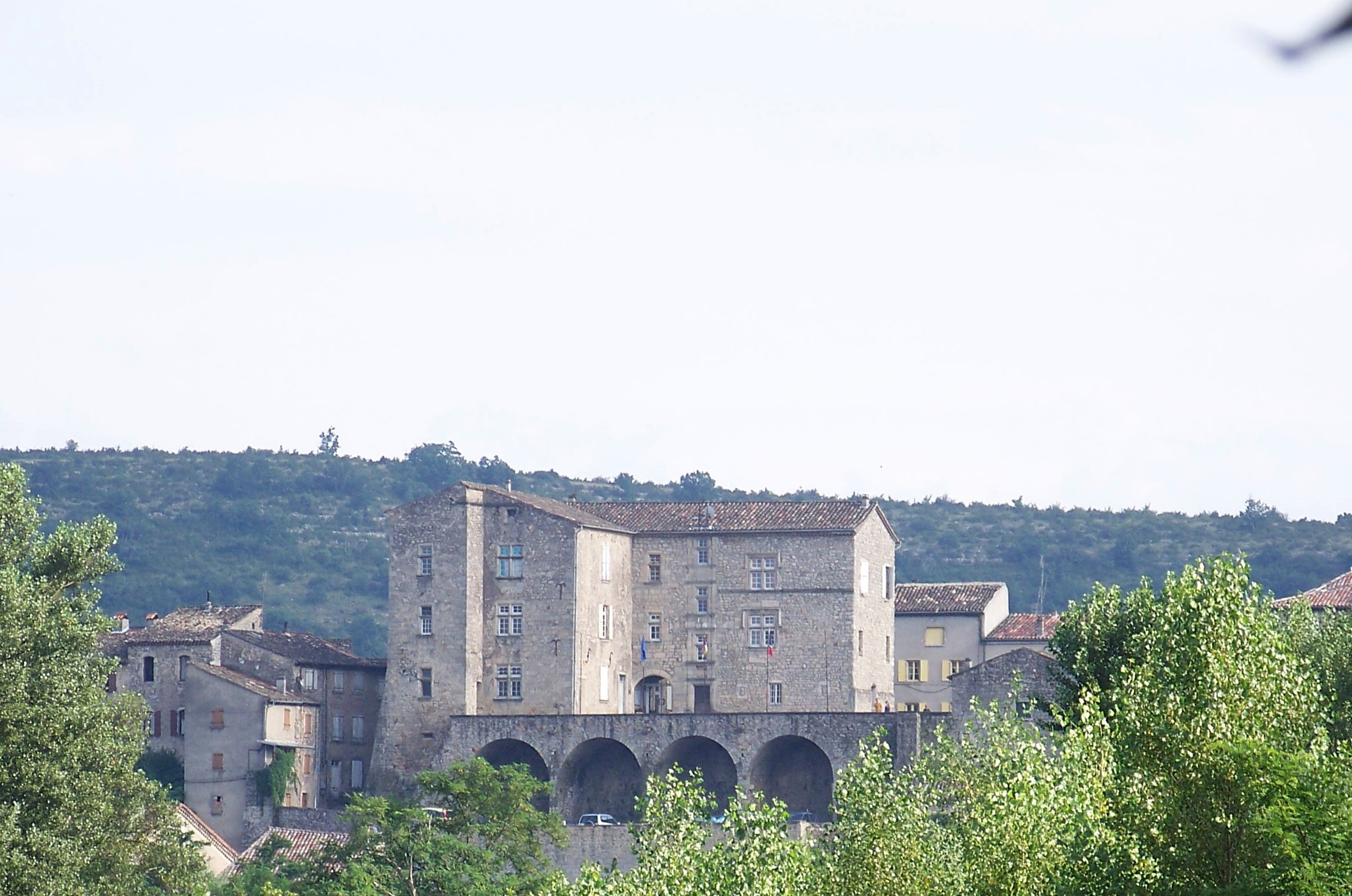
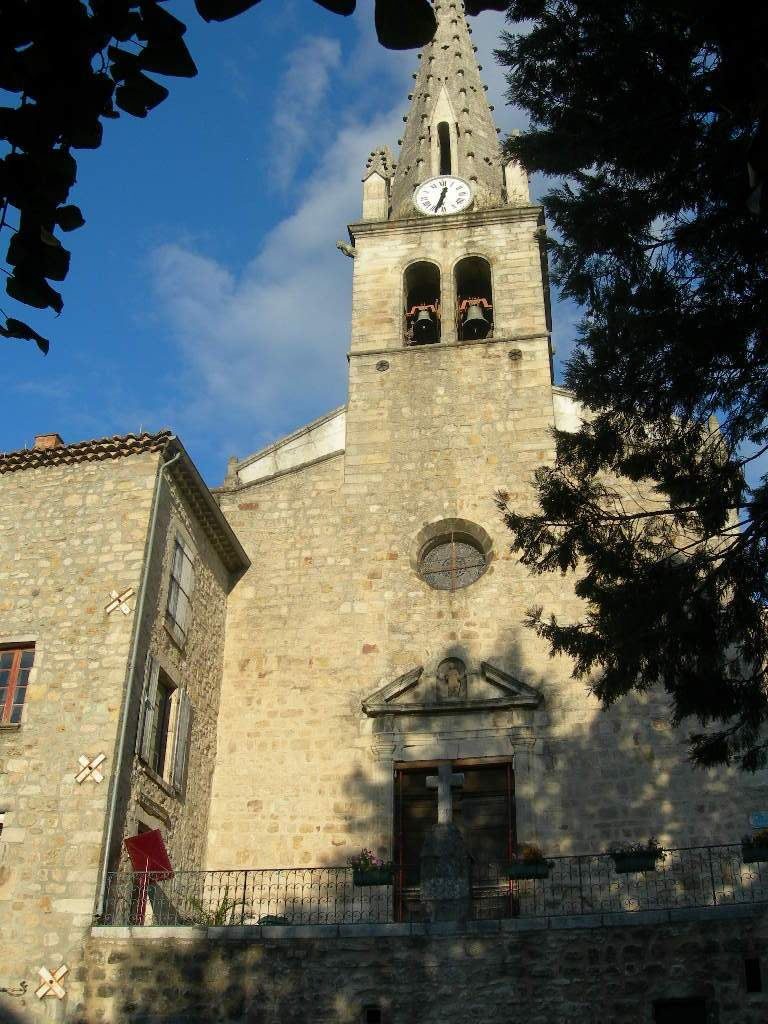
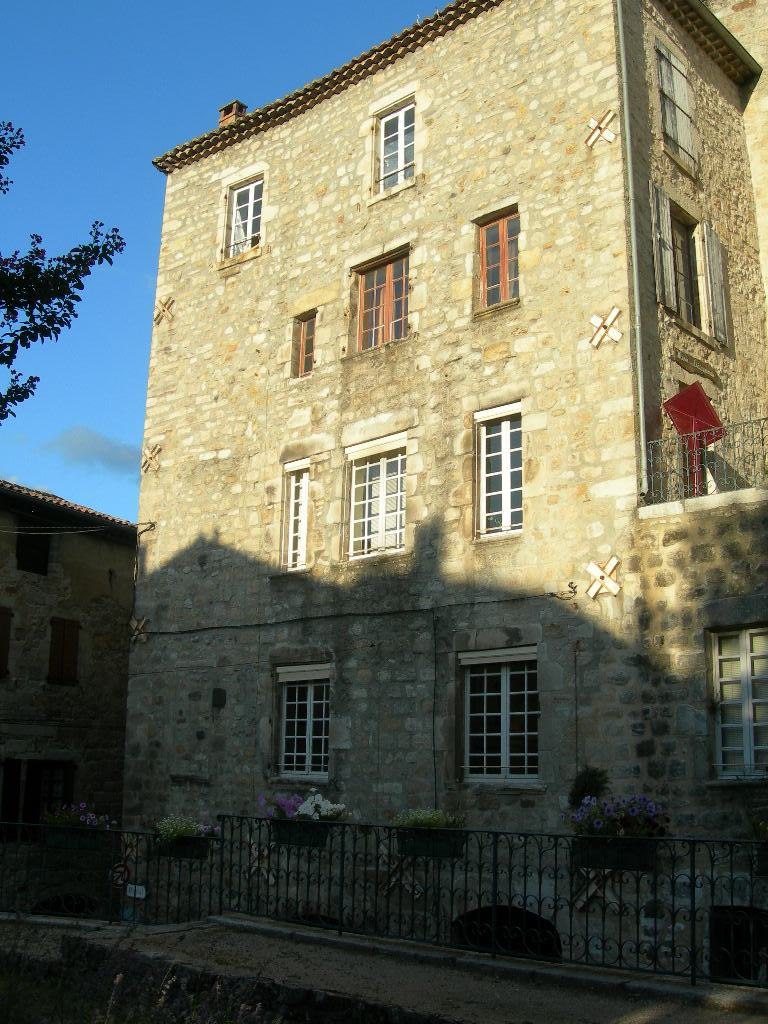
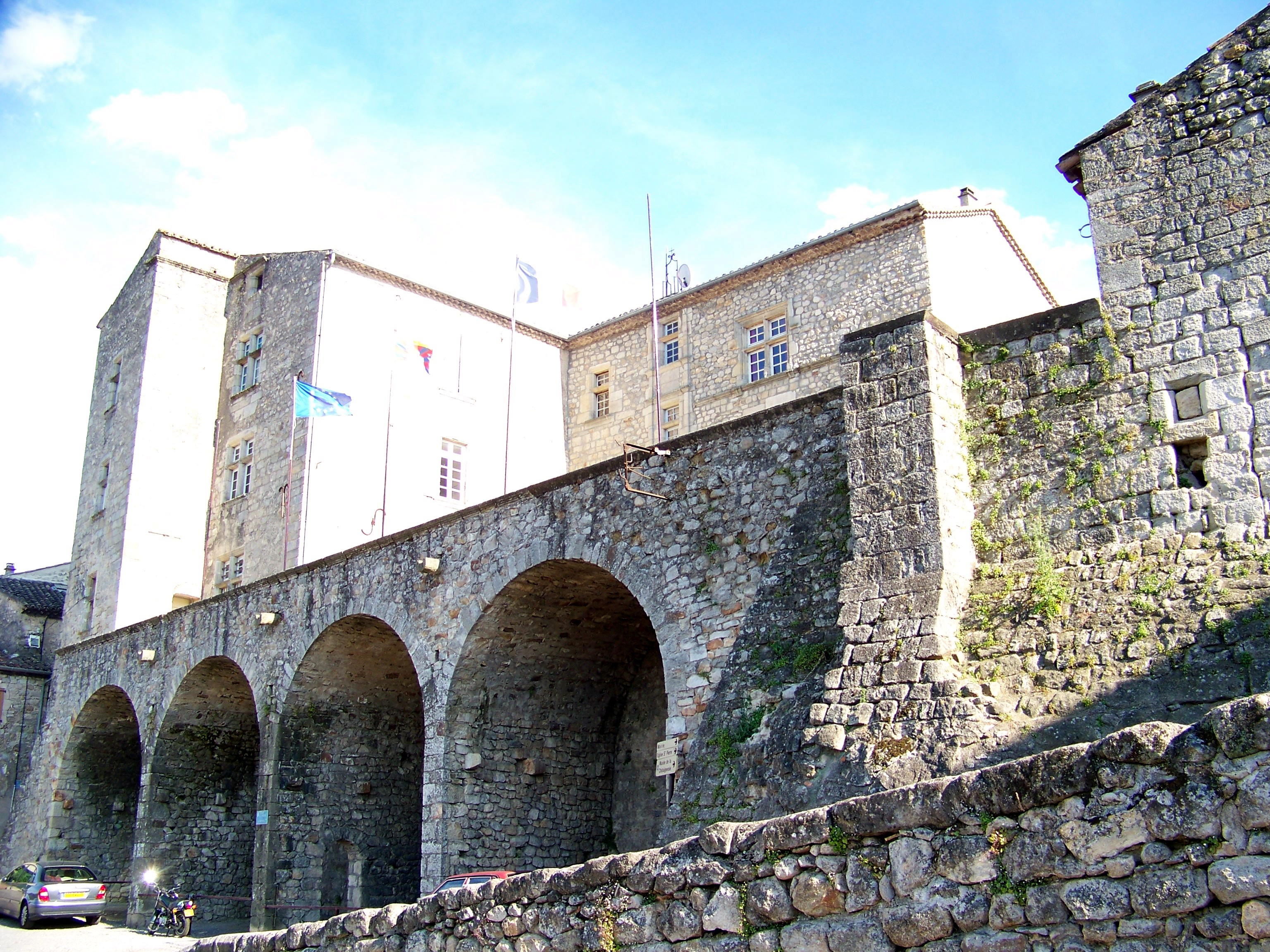
Château des Ducs de Joyeuse.
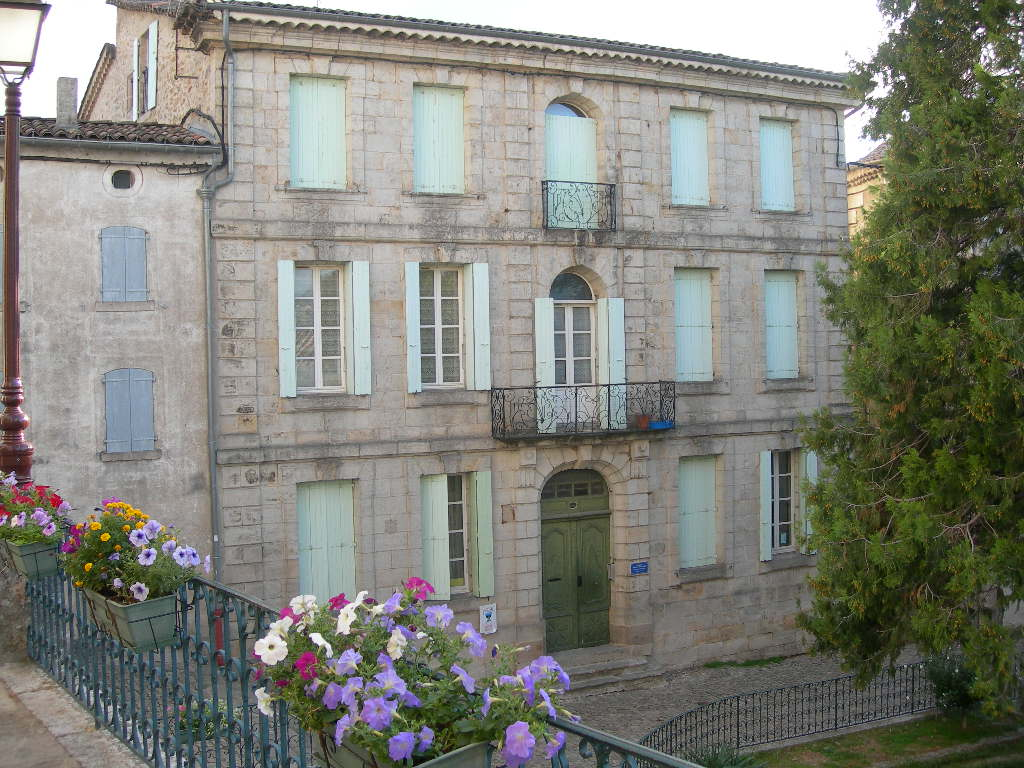
Hôtel de Montravel.